# Clostridium sporosphaeroides
Il Clostridium sporosphaeroides è una specie di batterio appartenente alla famiglia delle Clostridiaceae.